# Conchylia sesquifascia
Conchylia sesquifascia är en fjärilsart som beskrevs av Louis Beethoven Prout 1913. Conchylia sesquifascia ingår i släktet Conchylia och familjen mätare. Inga underarter finns listade i Catalogue of Life.